# Harleyville
Harleyville è un comune degli Stati Uniti d'America, situato in Carolina del Sud, nella Contea di Dorchester.

## La storia
Harleyville prende il nome dalla famiglia Harley.
Il St. Paul Camp Ground è stato aggiunto al Registro Nazionale dei Luoghi Storici nel 1998.

## Geografia
Harleyville si trova nel nord della contea di Dorchester a 33°12.7′N 80°26.9′W / 33.2117°N 80.4483°W (33.2122, -80.4486). La U.S. Route 178 passa attraverso il centro della città, conducendo a nord-ovest per 31 miglia (50 km) fino a Orangeburg e a sud-est per 7 miglia (11 km) fino al suo capolinea con la U.S. Route 78. La South Carolina Highway 453 conduce a nord per 1 miglio (1,6 km) all'uscita 177 della Interstate 26; la I-26 conduce a nord-ovest per 68 miglia (109 km) a Columbia e a sud-est per 45 miglia (72 km) a Charleston.
Secondo l'Ufficio del censimento degli Stati Uniti, la città ha una superficie totale di 1,2 miglia quadrate (3,0 km2), tutte di terra. La foresta Francis Beidler dell'Audubon si trova appena fuori città. All'interno del parco, ci sono chilometri di passerelle che attraversano la vecchia palude a quattro buchi.